# Kolga-Aabla
Kolga-Aabla är en by på Estlands nordkust utmed Finska viken. Den ligger i Kuusalu kommun i Harjumaa, 50 km öster om huvudstaden Tallinn. Antalet invånare är 101.
Terrängen runt Kolga-Aabla är platt. Den ligger på halvön Juminda poolsaar vid bukten Kolga laht. Runt Kolga-Aabla är det mycket glesbefolkat, med 7 invånare per kvadratkilometer. Närmaste större samhälle är Loksa, 10,6 km öster om Kolga-Aabla. 